# آواز بوقلمون
آواز بوقلمون یا زبان جهانی (به انگلیسی: Universal Language) (به فرانسوی: Une langue universelle) یک فیلم سینمایی کانادایی پوچ‌گرا به کارگردانی متیو رنکین است که در سال ۲۰۲۴ به نمایش درآمد. داستان فیلم در مکانی خیالی که آمیخته‌ای از دو شهر وینیپگ و تهران دهه ۱۳۶۰ است، رخ می‌دهد و ماجرای افرادی از فرهنگ‌های گوناگون را در بستری سوررئالیستی بازگو می‌کند که سرنوشت‌شان به یکدیگر گره می‌خورد.
زبان جهانی بازخورد بسیار مثبت منتقدان را به همراه داشت و در زمینه فیلم‌نامه و فضاسازی مورد تحسین قرار گرفت. این فیلم به عنوان نماینده کانادا در نود و ششمین دوره جوایز اسکار به آکادمی علوم و هنرهای سینما معرفی شد و برای کسب جایزه اسکار بهترین فیلم بین‌المللی به رقابت پرداخت اما موفق نشد به فهرست نهایی راه پبدا کند.

## داستان
نگین و نازگل، دو دختر ایرانی مهاجر در کانادا، یک اسکناس قدیمی را در میان برف‌ها پیدا می‌کنند. همزمان، مسعود سرپرست یک گروه از گردشگران است که از مکان‌های تاریخی وینیپگ بازدید می‌کنند. همچنین متیو (کارگردان فیلم که خودش یکی از بازیگران است) شغل خود در یکی از ادارات دولت استانی کبک را رها می‌کند و راهی سفری به وینیپگ برای دیدن مادرش می‌شود. اما همه این افراد به شکلی عجیب در یک سورئال کمدی به هم می‌رسند و اتفاقات جالبی را رقم می‌زنند.

## بازیگران
روژینا اسماعیلی، صبا واحدیوسفی، سبحان جوادی، پیروز نعمتی، مانی سلیمانلو، متیو رنکین و دنیل فیشو بازیگران این اثر سینمایی هستند.